# Вулиця Софронія Костири (Бровари)
Ву́лиця Софронія Костири — вулиця в місті Бровари, Київська область.

## Історія
До 25 грудня 2015 року вулиця мала назву Фурманова — на честь Дмитра Фурманова. Сучасна назва — на честь молодшого урядника Війська Центральної Ради Костири Софронія.